# Юнацький чемпіонат Європи з футболу (U-17) 2002
Чемпіонат Європи з футболу серед юнаків віком до 17 років 2002 року — перший розіграш турніру (після зміни назви), який пройшов в Данії з 27 квітня по 10 травня 2002 року. Переможцем вперше у своїй історії стала збірна Швейцарії, яка у фіналі перемогла збірну Франції у серії післяматчевих пенальті.

## Груповий раунд

### Група A
| Збірна     | І | В | Н | П | ГЗ | ГП | РГ  | О |
| ---------- | - | - | - | - | -- | -- | --- | - |
| Англія     | 3 | 2 | 1 | 0 | 5  | 2  | +3  | 7 |
| Данія      | 3 | 1 | 2 | 0 | 10 | 4  | +6  | 5 |
| Нідерланди | 3 | 1 | 1 | 1 | 10 | 7  | +3  | 4 |
| Фінляндія  | 3 | 0 | 0 | 3 | 3  | 15 | −12 | 0 |

| 27 квітня 2002 14:00 CET |

| Данія                                            | 4:4      | Нідерланди                        |
| ------------------------------------------------ | -------- | --------------------------------- |
| Расмуссен 38' Сімлінг 47' Квіст 49' Лоренцен 83' | Протокол | Джон 35', 69' Блонк 64' Елмас 76' |

| Фарум Парк, Фарум Арбітр: Дам'єн Леденту |

| 27 квітня 2002 15:00 CET |

| Фінляндія        | 2:3      | Англія                        |
| ---------------- | -------- | ----------------------------- |
| Еерітало 1', 51' | Протокол | Хогг 12' Сміт 41' Догерті 68' |

| Гладсаксе Арбітр: Роберт Крайнц |

| 29 квітня 2002 17:00 CET |

| Нідерланди | 0:2      | Англія            |
| ---------- | -------- | ----------------- |
|            | Протокол | Руні 32' Лонг 53' |

| Гладсаксе Арбітр: Геральд Лерер |

| 29 квітня 2002 17:00 CET |

| Данія                                      | 6:0      | Фінляндія |
| ------------------------------------------ | -------- | --------- |
| Квіст 7' Расмуссен 60', 62', 73', 79', 80' | Протокол |           |

| Фарум Парк, Фарум Арбітр: Люк Вільмс |

| 1 травня 2002 17:00 CET |

| Англія | 0:0      | Данія |
| ------ | -------- | ----- |
|        | Протокол |       |

| Відовре Арбітр: Роберто Розетті |

| 1 травня 2002 17:00 CET |

| Нідерланди                                             | 6:1      | Фінляндія    |
| ------------------------------------------------------ | -------- | ------------ |
| Джон 30', 65', 81' Оттен 53' Елмас 56' Артц 68' (пен.) | Протокол | Еерітало 31' |

| Кеге Арбітр: Жолт Сабо |

### Група B
| Збірна     | І | В | Н | П | ГЗ | ГП | РГ | О |
| ---------- | - | - | - | - | -- | -- | -- | - |
| Швейцарія  | 3 | 3 | 0 | 0 | 6  | 2  | +4 | 9 |
| Франція    | 3 | 1 | 1 | 1 | 3  | 2  | +1 | 4 |
| Португалія | 3 | 1 | 0 | 2 | 2  | 4  | −2 | 3 |
| Україна    | 3 | 0 | 1 | 2 | 2  | 5  | −3 | 1 |

| 28 квітня 2002 11:00 CET |

| Португалія | 0:2      | Франція               |
| ---------- | -------- | --------------------- |
|            | Протокол | Хітер 36' Манданн 53' |

| Люнгбю, Конгенс Люнгбю Арбітр: Юнас Ерікссон |

| 28 квітня 2002 17:00 CET |

| Швейцарія                          | 3:1      | Україна     |
| ---------------------------------- | -------- | ----------- |
| Сендерос 4' Мілосавац 5' Дугич 74' | Протокол | Котенко 35' |

| Кеге Арбітр: Жолт Сабо |

| 30 квітня 2002 11:00 CET |

| Швейцарія     | 1:0      | Португалія |
| ------------- | -------- | ---------- |
| Мілосавац 13' | Протокол |            |

| Герфельге Арбітр: Алан Келлі |

| 30 квітня 2002 11:00 CET |

| Україна | 0:0      | Франція |
| ------- | -------- | ------- |
|         | Протокол |         |

| Валбю Ідретспарк, Копенгаген Арбітр: Аугустус Константін |

| 2 травня 2002 11:00 CET |

| Франція | 1:2      | Швейцарія                  |
| ------- | -------- | -------------------------- |
| Брю 67' | Протокол | Буркі 23' (пен.) Дугич 26' |

| Герфельге Арбітр: Еміль Лаурсен |

| 2 травня 2002 11:00 CET |

| Україна          | 1:2      | Португалія                    |
| ---------------- | -------- | ----------------------------- |
| Алієв 63' (пен.) | Протокол | Педру Арауху 56' Іванілду 83' |

| Валбю Ідретспарк, Копенгаген Арбітр: Роберт Крайнц |

### Група C
| Збірна               | І | В | Н | П | ГЗ | ГП | РГ | О |
| -------------------- | - | - | - | - | -- | -- | -- | - |
| Іспанія              | 3 | 3 | 0 | 0 | 13 | 4  | +9 | 9 |
| Сербія та Чорногорія | 3 | 2 | 0 | 1 | 10 | 9  | +1 | 6 |
| Чехія                | 3 | 1 | 0 | 2 | 5  | 9  | −4 | 3 |
| Молдова              | 3 | 0 | 0 | 3 | 7  | 13 | −6 | 0 |

| 27 квітня 2002 15:00 CET |

| Іспанія                                   | 4:1    | Чехія           |
| ----------------------------------------- | ------ | --------------- |
| Соріано 14', 78' Сольдадо 42' Гавілан 79' | Report | Пападопулос 36' |

| Нюкебінг-Фальстер Ідретспарк, Нюкебінг-Фальстер Арбітр: Еміль Лаурсен |

| 27 квітня 2002 15:00 CET |

| Молдова                            | 3:6      | Сербія та Чорногорія                                  |
| ---------------------------------- | -------- | ----------------------------------------------------- |
| Пайович 43' (аг) Калінков 48', 71' | Протокол | Пурович 29', 57' Вукчевич 44', 46', 76' Станческі 69' |

| Наксков Ідретспарк, Наксков Арбітр: Алан Келлі |

| 29 квітня 2002 11:00 CET |

| Іспанія                            | 4:2      | Молдова                  |
| ---------------------------------- | -------- | ------------------------ |
| Соріано 15', 48', 52' Сольдадо 42' | Протокол | Булгару 38' Калінков 44' |

| Нюкебінг-Фальстер Ідретспарк, Нюкебінг-Фальстер Арбітр: Роберт Крайнц |

| 29 квітня 2002 11:00 CET |

| Чехія      | 1:3      | Сербія та Чорногорія          |
| ---------- | -------- | ----------------------------- |
| Вараді 52' | Протокол | Вукчевич 15' Пурович 61', 63' |

| Наксков Ідретспарк, Наксков Арбітр: Дам'єн Леденту |

| 1 травня 2002 11:00 CET |

| Чехія                        | 3:2      | Молдова           |
| ---------------------------- | -------- | ----------------- |
| Малхарек 5', 50' Кобилик 82' | Протокол | Калінков 26', 82' |

| Нюкебінг-Фальстер Ідретспарк, Нюкебінг-Фальстер Арбітр: Люк Вільмс |

| 1 травня 2002 11:00 CET |

| Сербія та Чорногорія | 1:5      | Іспанія                                                             |
| -------------------- | -------- | ------------------------------------------------------------------- |
| Лечич 82'            | Протокол | Соріано 25', 31' Гавілан 30' Давід Коромінас 44' Давід Родрігес 54' |

| Наксков Ідретспарк, Наксков Арбітр: Геральд Лерер |

### Група D
| Збірна    | І | В | Н | П | ГЗ | ГП | РГ | О |
| --------- | - | - | - | - | -- | -- | -- | - |
| Німеччина | 3 | 2 | 1 | 0 | 8  | 3  | 5  | 7 |
| Грузія    | 3 | 1 | 2 | 0 | 4  | 3  | 1  | 5 |
| Польща    | 3 | 1 | 1 | 1 | 4  | 3  | 1  | 4 |
| Угорщина  | 3 | 0 | 0 | 3 | 4  | 11 | −7 | 0 |

| 28 квітня 2002 11:00 CET |

| Німеччина | 1:1      | Грузія      |
| --------- | -------- | ----------- |
| Томік 65' | Протокол | Іашвілі 46' |

| Слагельсе Арена, Слагельсе Арбітр: Аугустус Константін |

| 28 квітня 2002 11:00 CET |

| Угорщина  | 1:3      | Польща                                               |
| --------- | -------- | ---------------------------------------------------- |
| Шелей 28' | Протокол | Тарновський 28' Томаш Щепан 60' (пен.) Солецький 78' |

| Роскілле Ідретспарк, Роскілле Арбітр: Роберто Розетті |

| 30 квітня 2002 11:00 CET |

| Грузія      | 1:1      | Польща        |
| ----------- | -------- | ------------- |
| Іашвілі 52' | Протокол | Ковальчик 77' |

| Роскілле Ідретспарк, Роскілле Арбітр: Еміль Лаурсен |

| 30 квітня 2002 17:00 CET |

| Німеччина                                               | 6:2      | Угорщина                   |
| ------------------------------------------------------- | -------- | -------------------------- |
| Вестергофф 38', 41', 54' Гомес 45', 77' Шуон 74' (пен.) | Протокол | Данч 62' (пен.) Горват 79' |

| Слагельсе Арена, Слагельсе Арбітр: Юнас Ерікссон |

| 2 травня 2002 11:00 CET |

| Грузія                  | 2:1      | Угорщина   |
| ----------------------- | -------- | ---------- |
| Іашвілі 37', 43' (пен.) | Протокол | Дістль 19' |

| Роскілле Ідретспарк, Роскілле Арбітр: Алан Келлі |

| 2 травня 2002 11:00 CET |

| Польща | 0:1      | Німеччина     |
| ------ | -------- | ------------- |
|        | Протокол | Подольскі 76' |

| Нествед Арбітр: Дам'єн Леденту |

## Плей-оф

### Чвертьфінали
| 4 травня 2002 14:00 CET |

| Англія  | 1:0      | Сербія та Чорногорія |
| ------- | -------- | -------------------- |
| Руні 7' | Протокол |                      |

| Відовре Арбітр: Геральд Лерер |

| 4 травня 2002 14:00 CET |

| Іспанія                                                | 2:2      | Данія                                             |
| ------------------------------------------------------ | -------- | ------------------------------------------------- |
| Сольдадо 19' Гавілан 29'                               | Протокол | Квіст 56' Брандруп 77'                            |
|                                                        | Пенальті |                                                   |
| Гавілан · Мартінес · Соріано · Давід Сільва · Молінеро | 4:3      | Расмуссен · Якобсен · Камара · Брандруп · Сімлінг |

| Люнгбю, Конгенс Люнгбю Арбітр: Жолт Сабо |

| 5 травня 2002 17:00 CET |

| Швейцарія                 | 3:0      | Грузія |
| ------------------------- | -------- | ------ |
| Буркі 39', 56' Ціглер 72' | Протокол |        |

| Слагельсе Арена, Слагельсе Арбітр: Люк Вільмс |

| 5 травня 2002 17:00 CET |

| Німеччина                                  | 1:1      | Франція                                |
| ------------------------------------------ | -------- | -------------------------------------- |
| Сімен 52'                                  | Протокол | Лежоне 81'                             |
|                                            | Пенальті |                                        |
| Ерсан Теккан · Вестергофф · Раммель · Борк | 2:4      | Плессі · Урі · Лежен · Зубар · Манданн |

| Нествед Арбітр: Аугустус Константін |

### Півфінали
| 7 травня 2002 17:00 CET |

| Англія | 0:3      | Швейцарія                        |
| ------ | -------- | -------------------------------- |
|        | Протокол | Максимович 7', 57' Мілосавац 67' |

| Герфельге Арбітр: Юнас Ерікссон |

| 7 травня 2002 17:00 CET |

| Іспанія                                             | 1:1      | Франція                                 |
| --------------------------------------------------- | -------- | --------------------------------------- |
| Плессі 78' (аг)                                     | Протокол | Плессі 41' (пен.)                       |
|                                                     | Пенальті |                                         |
| Сольдадо · Давід Сільва · Робусте · Меріно · Валеро | 3:4      | Плессі · Урі · Кісамба · Зубар · Ріппер |

| Валбю Ідретспарк, Копенгаген Арбітр: Алан Келлі |

### Матч за 3-тє місце
| 10 травня 2002 11:00 CET |

| Іспанія     | 1:4      | Англія                          |
| ----------- | -------- | ------------------------------- |
| Гавілан 41' | Протокол | Раутледж 37' Руні 40', 52', 72' |

| Гладсаксе Арбітр: Дам'єн Леденту |

### Фінал
| 10 травня 2002 16:00 CET |

| Франція                        | 0:0      | Швейцарія                           |
| ------------------------------ | -------- | ----------------------------------- |
|                                | Протокол |                                     |
|                                | Пенальті |                                     |
| Плессі · Урі · Зубар · Кісамба | 2:4      | Барнетта · Буркі · Прейсіг · Ціглер |

| Фарум Парк, Фарум Арбітр: Роберто Розетті |